# Gerhart Hauptmann
Gerhart Hauptmann (Obersalzbrunn, (ma Szczawno-Zdrój) 1862. november 15. – Jagniatkow, 1946. június 6.) irodalmi Nobel-díjas német drámaíró, a német naturalizmus „legnagyobb neve”.

## Élete
Gerhart Hauptmann Sziléziában született egy porosz hoteltulajdonos fiaként. Nagybátyja nevelte fel, szigorú pietista szellemben. 1880-ban szobrászatot kezdett tanulni, de tanulmányait nem fejezte be. 1885-ben, huszonkét évesen nősült először, felesége a szép és gazdag Marie Thienemann lett. Felesége vagyona lehetővé tette a független életet, így Berlinben politikai, teológiai és irodalmi téren folytatta tanulmányait. 1901-ben elköltözött feleségétől és Margarete Marschalk színésznővel élt, akit 1904-es válása után feleségül vett. A fasizmus hatalomra jutása után Hauptmannt több írótársa, így Thomas Mann is hívta külföldre, de ő otthon maradt, és egyesek szerint ezzel hallgatólag támogatta a náci rendszert.
Hauptmannt a világháború után nem vonták felelősségre azért, hogy Németországban maradt, és a nácik felhasználták propagandacélokra. Politikai értetlenségének legeklatánsabb példája, hogy ezután Johannes R. Becher hívására az NDK irodalmát is nekiállt „újjászervezni”, de ebben korai halála megakadályozta.

## Pályafutása
Első drámája, a Vor Sonnenaufgang (1889), amely egy német parasztcsalád életét ábrázolta, a bemutatón óriási siker és botrány lett. Hauptmann az Arno Holz-féle következetes naturalizmus híve maradt ezután is, ebben a stílusban írta Das Friedenfest (1890), valamint Einsame Menschen (Magányos emberek, 1890) című darabjait. Ezek még részben Ibsen-utánérzések. Die Weber (A takácsok) című 1892-es drámája szintén botránnyal ötvözte a sikert. Hauptmann ugyanebben az évben a naturalista komédiával is megpróbálkozott: College Crampton (1892). Die Biberpelz (A bunda, 1893) kitűnő tolvajkomédia, a nagynémet eszme kigúnyolása. Hanneles Himmelfahrt (Hannele mennybemenetele, 1894) álomköltemény kis szimbolista beütéssel. Az 1896-ban írt Geyer Flórián (1896) naturalista hangvételű történelmi dráma. Szimbolista-neoromantikus mesedrámáját, a Die versunkene Glocke (Az elsüllyedt harang, 1896) címűt első házasságának csődje ihlette. Egyik legjobb naturalista drámája a Fuhrmann Henschel (Henschel fuvaros, 1898).
Lukács György szerint Hauptmann pályája ezután egyértelműen felfelé tartott a Michael Kramer (1900), Rose Bernd (1903) és Gabriel Schillings Flucht (1905-06) egy sor kitűnő realista darab. Ebben az időszakban már egyre több volt az újromantikus, szimbolista, neoklasszicista dráma is, például a Schluck und Jau (1900), Der arme Heinrich (1902), Und Pippa tanzt! (És Pippa táncol!, 1906).
Ezt követően Hauptmann már néha kapkodott, a darabok színvonala több elemzője (Egon Friedell, Halász Előd) szerint is egyenetlenné vált. Hauptmann pályájának zenitje az 1911-es Die Ratten (A patkányok). Ezután kapta meg az 1912-es irodalmi Nobel-díjat.
Az első világháború alatt Hauptmann hazafiként érzett, de saját kis világába zárkózott, ekkoriban csomó véres, de pár évszázaddal azelőtt, vagy a mitológiai időkben játszódó klasszicizáló darabot írt: Magnus Garbe (1914, 2. változat: 1942), Der weisse Heiland (1912-17), Winterballade (1917), Indipohdi (1915-18, megjelent: 1920). Az 1920-as évek elején Németországban a Hauptmann-kultusz egyre nagyobb méreteket öltött, de a művek minősége romlott. A 20-as évek színdarabterméséből kiemelkedik a Dorothea Angermann (1926). 1928-ra fejezte be Till Eulenspiegel című eposzát, ami Halász Előd véleménye szerint a háború utáni európai világvégehangulatot tükrözi.
Utolsó nagy műve az 1932-es Vor Sonnenuntergang (Naplemente előtt): az öregedő férfi és a húszéves lány szerelmét a férfi korrupt környezete hiúsítja meg, öngyilkosságba kergetve az öregembert.
A következő évek drámái: Die goldene Harfe (1933), Ulrich von Lichtenstein (1939), Die Tochter der Kathedrale nem a legsikeresebbek. A második világháború alatt írta a Goethe-ihlette Atriden-Tetralogie-t (1941-44), amely alatta maradt egyéb műveinek.

## Művei

### Drámái
Hauptmann negyvenöt darabot írt, nagyjából ez teszi ki munkásságának felét. Ezek közül nyolcat-tízet még ma is helyenként játszanak. Általában az első világháború előtti darabjait tartják a legjobbaknak.
- Vor Sonnenaufgang (1889)
- Das Friedenfest (1890)
- Einsame Menschen (1890)
- Die Weber (A takácsok, 1892)
- Kollege Crampton, 1892)
- Der Biberpelz (A bunda, 1893)
- Hanneles Himmelfahrt (Hannele mennybemenetele, 1894)
- Geyer Flórián (1896)
- Elga (1896)
- Die versunkene Glocke (Az elsüllyedt harang, 1896)
- Fuhrmann Henschel (Henschel fuvaros, 1898)
- Schluck und Jau (1900)
- Michael Kramer (1900)
- Der rote Hahn (1901)
- Der arme Heinrich (1902)
- Rose Bernd (1903)
- Gabriel Schilings Flucht (1905-06)
- Und Pippa tanzt! (És Pippa táncol!, 1906)
- Die Jungfer von Bischofsberg (1907)
- Kaiser Karls Geisel (1908)
- Griselda (1909)
- Peter Brauer (1910)
- Die Ratten (A patkányok, 1911)
- Der Bogen des Odysseus (1907-12, megjelent 1914)
- Festspiel in deutschen Reimen (1913)
- Magnus Garbe (1914)
- Winterballade (1917)
- Der weiße Heiland (1912-17)
- Indipohdi (1915-18, megjelent 1920)
- Herbert Engelmann (1921-26, befejezetlen)
- Veland (1925)
- Naplemente előtt (Vor Sonnenuntergang, 1932)
- Die goldene Harfe (1933)
- Hamlet in Wittenberg (1935)
- Ulrich von Lichtenstein (1939)
- Die Tochter der Kathedrale (1939)
- Atriden-Tetralogie (1941-44)
  - Iphigenia in Delphi (1941)
  - Iphigenia in Aulis (1944)
  - Elektra (1944, megjelent 1947)
  - Agamemnons Tod (1944, megjelent 1948)

### Regényei
- Der Narr in Christo Emanuel Quint (1910)
- Atlantis (1912)
- Phantom (1923)
- Wanda, der Dämon (1926)
- Die Insel der grossen Mutter (1928)
- Um Volk und Geist (1932)
- Im Wirbel der Berufung (1936)
- Der Abenteuer meiner Jugend (1937)

### Novellái
- Bahnwähter Thiel (1888)
- Die Ketzer von Soana (1924)
- Marginalien (töredékek: 1887-1927)
- Sonnen (1938)
- Der Schuss im Park (1939)

### Verses regényei, eposzai
- Promethidenlos (1885)
- Anna (1921)
- Die blaue Blume (1924)
- Till Eulenspiegel (1927)
- Mary (1936)
- Der grosse Traum (1912-1942)

## Magyarul
- A takácsok. Színmű; ford. Komor Gyula; Szilágyi, Bp., 1895
- Hannele. Álomköltemény két részben; ford. Telekes Béla; Franklin, Bp., 1898
- Henschel fuvaros. Dráma; ford. Molnár Ferenc; Vass, Bp., 1899
- Hannele mennybemenetele. Álomkép; ford. Faragó Jenő, Jób Dániel; Pallas Ny., Bp., 1901
- Alakok. Regény; ford. Hajdu Miklós; Magyar Hírlap, Bp., 1903
- Bernd Róza. Színmű; ford. Hevesi Sándor; Lampel, Bp., 1904 (Fővárosi színházak műsora)
- A bunda. Tolvajkomédia; ford. Sebők Zsigmond; Lampel, Bp., 1909
- Az elsüllyedt harang. Mesedráma; ford. Lenkei Henrik; Lampel, Bp., 1909
- Elga. Színmű; ford. Németh Andor; Athenaeum, Bp., 1911 (Modern könyvtár)
- És Pippa táncol!; ford. Németh Andor; Athenaeum, Bp., 1913 (Modern könyvtár)
- Crampton mester; ford. Bálint Lajos; Tevan, Békéscsaba, 1917 (Tevan-könyvtár)
- Atlantis; ford. Somlyó Zoltán, Sztrokay Kálmán; Koszorú, Bp., 1919
- Thiel pályaőr / A soanai eretnek; ford. Schöpflin Aladár; Franklin, Bp., 192? (Külföldi regényírók)
- A soanai eretnek; ford. Gyöngyösi János; Tevan, Békéscsaba, 1920
- Görög tavasz; ford. Bánóczi László; Világirodalom, Bp., 1922 (Világirodalom könyvtár. Új sorozat)
- Fantóm; ford. Turóczi József; Genius, Bp., 1923 (Új termés)
- Az elmerült harang; ford. Áprily Lajos; in: Vers vagy te is. Antológia és új versek; bev. Kuncz Aladár; Erdélyi Szépmíves Céh, Cluj-Kolozsvér, 1926 (Erdélyi Szépmíves Céh kiadványa. I. sorozat)
- A démon. Regény; ford. Dormándi László; Pantheon, Bp., 1928 (A kiválasztottak)
- Márkus László: Ágis tragédiája / Gerhard Hauptmann: És Pippa táncol. Rege; ford. Harsányi Kálmán; Globus Ny., Bp., 1936 (Krónika. a Nemzeti Színház műsorkísérő füzetei)
- A bunda. Tolvajkomédia; ford. Gábor Andor; Szikra, Bp., 1947 (Mindenki színháza)
- Drámák; vál., bev. Vajda György Mihály, ford. Déry Tibor et al.; Európa, Bp., 1962 (A világirodalom klasszikusai)
- A takácsok. Színmű; ford. Vajthó László; Irodalmi, Bukarest, 1968
- A soanai eretnek; ford. Szabó Ede; Magyar Helikon–Európa, Bp., 1972
- A patkányok; in: Csorba Győző: Drámafordítások; szerk. Szirtes Gábor; Pro Pannonia, Pécs, 1998 (Pannónia könyvek; Irodalmunk forrásai)
- A bunda. Tolvajkomédia 2 részben; Sebők Zsigmond ford. alapján; Nemzeti Színház, Bp., 2007 (Nemzeti Színház színműtár)